# Tom Allom
Tom Allom je anglický zvukový režisér a hudební producent, aktivní hlavně v 70. a 80. letech minulého století. Je znám pro svou práci na albech skupin Judas Priest, Black Sabbath, Def Leppard, KIX a Rough Cutt.

## Diskografie

### Jako záznamový inženýr
Genesis
- 1969 – From Genesis to Revelation

Black Sabbath
- 1970 – Black Sabbath
- 1970 – Paranoid
- 1971 – Master of Reality
- 1972 – Black Sabbath, Vol. 4
- 1973 – Sabbath Bloody Sabbath

### Jako producent
Strawbs
- 1973 – Bursting at the Seams
- 1974 – Ghosts
- 1974 – Hero and Heroine
- 1975 – Nomadness

Pat Travers
- 1978 – Live! Go for What You Know

The Tourists
- 1979 – Reality Effect
- 1980 – Luminous Basement

Judas Priest
- 1979 – Unleashed in the East
- 1980 – British Steel
- 1981 – Point of Entry
- 1982 – Screaming for Vengeance
- 1984 – Defenders of the Faith
- 1986 – Turbo
- 1987 – Priest...Live!
- 1988 – Ram It Down
- 2009 – A Touch of Evil: Live
- 2016 – Battle Cry
- 2018 – Firepower
- 2024 – Invincible Shield (koproducent)

Nantucket
- 1980 – Long Way to the Top

Def Leppard
- 1980 – On Through the Night

Doc Holliday
- 1980 – Doc Holliday
- 1981 – Doc Holliday Rides Again

KIX
- 1981 – KIX

Whitford/St. Holmes
- 1981 – Whitford/St. Holmes

Krokus
- 1983 – Headhunter

Y & T
- 1984 – In Rock We Trust

Rough Cutt
- 1985 – Rough Cutt

Loverboy
- 1985 – Lovin' Every Minute of It

Urgent
- 1987 – Thinking Out Loud

Jetboy
- 1988 – Feel the Shake

The Works
- 1989 – From Out of Nowhere

Ashes & Diamonds
- 1993 – Heart of an angel